# 挪威廣播公司奧斯陸峽灣電台
挪威廣播公司奧斯陸峽灣電台（挪威語：NRK Oslofjord）是挪威廣播公司一條已經不復存在的電台頻道，於2005年至2009年期間向挪威奧斯陸峽灣周邊地區聽眾播放節目。這條頻道當時只有少量的自製節目，而其中一個知名節目則是由霍瓦爾德·敘爾特（Håvard Sylte）和拉爾斯·厄斯特利（Lars Østli）製作的「霍瓦爾德·敘爾特秀」（The Håvard Sylte Show）。